# Åsa Berggren
Åsa Margareta Ottosson Berggren, född 4 oktober 1965, är en svensk arkeolog.
Åsa Berggren studerade arkeologi, medeltidsarkeologi med mera vid Lunds universitet med en kandidatexamen i arkeologi 1995. Hon disputerade i arkeologi 2010 vid Lunds universitet på avhandlingen Med Kärret som källa. Om begreppen offer och ritual inom arkeologin, vilken studerade neolitiska våtmarksdepåer från ett kärr i Malmö utifrån ett handlingsteoretiskt perspektiv.
Hon arbetade som uppdragsarkeologisk projektledare vid Malmö Kulturmiljö mellan åren 1995–2010 och vid Sydsvensk Arkeologi AB mellan åren 2010–2021.
Hon är sedan 2022 universitetslektor i arkeologi vid Lunds universitet, och blev docent i ämnet 2022.
År 2020 tilldelades hon Nils Karleby-stipendiet för sin forskning om skånsk kultur och historia.